# Singhasari

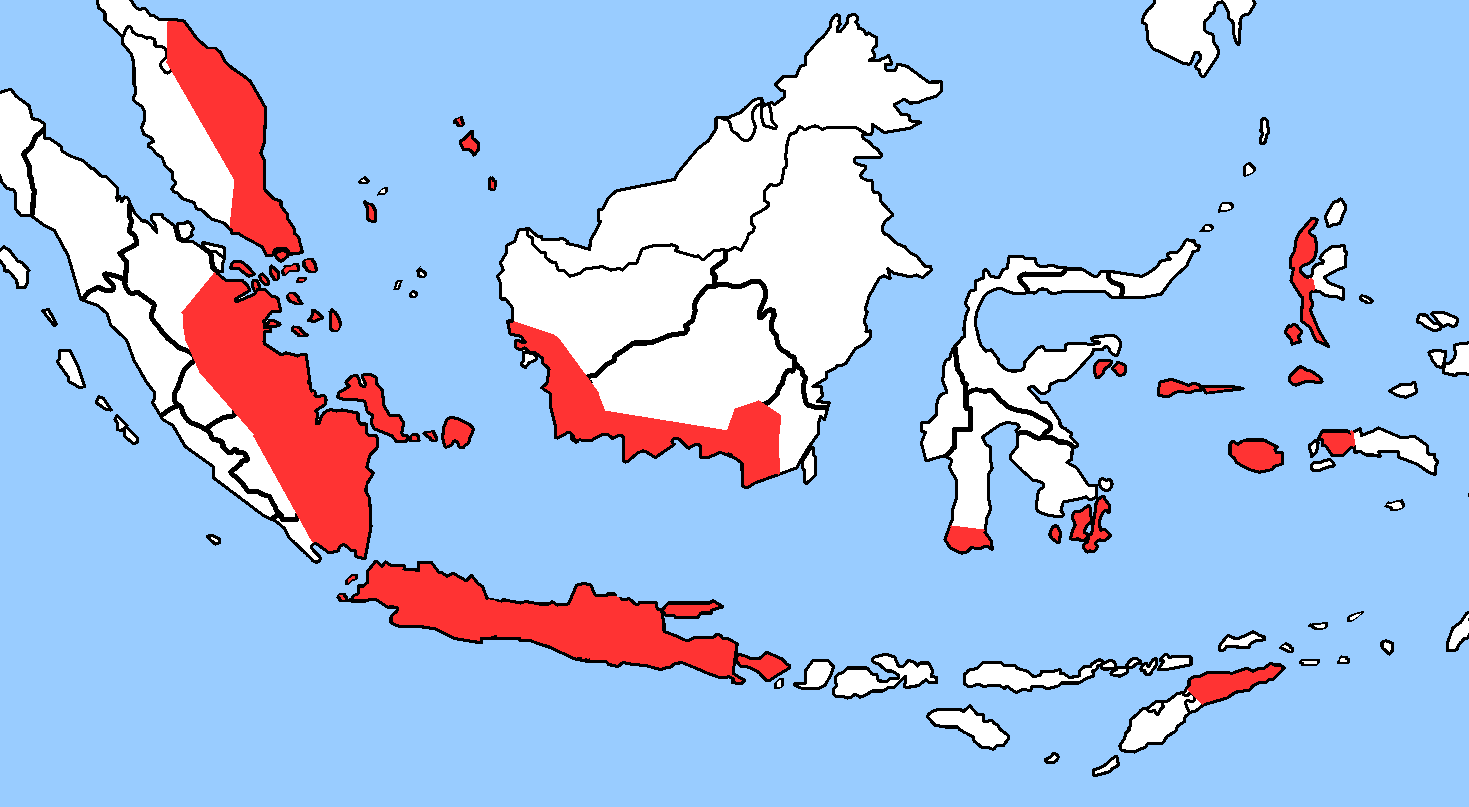
Singhasaririket när det var som störst, år 1291.

Singhasari var ett hinduiskt kungarike på östra delen av Java mellan åren 1222 och 1292. Det dominerade Java efter Kediririket (1045-1222), var avlöste en kort tid Shrivijayariket som Sydostasiens stormakt, och avlöstes sedan av Majapahitriket (1293-1498).

## Uppkomst
Singhasari grundades av Ken Arok, ursprungligen en tjänare till en lokal potentat. År 1222 erövrade det kungariket Kediri, vars härskare tvingades abdikera till förmån för Ken Arok, som grundade Rajasadynastin. Aroks omedelbare efterträdare var hans egen svärson Anusapati, som uppsteg på tronen efter att ha mördat svärfadern. Anuspati mördades i sin tur av Aroks son, Panji Tohjaya. 

## Storhetstid
Mellan 1275 och 1292 förde rikets femte monark, Kertanegara, framgångsrika tåg mot Sumatra och Malackahalvön, som krossade Shrivijayariket och gjorde regonens lokala potentater till sina tributstater, och riket kontrollerade därmed handelsrutterna mellan Indien och Kina och blev Shrivijayas efterträdare som Sydostasiens stormakt. 1284 blev även Bali en lydstat. Singhasari drev helt ut Shrivijayariket från Java. 

## Upplösning
Singhasaririket drog till sig Kublai khans uppmärksamhet, som krävde dess underkastelse under mongolerna. Khanen sände 1280, 1281 och 1289 förgäves sändebud med kravet att Singhasari skulle betala tribut som mongolernas undersåtar. Kertanegara vägrade och Kublai khan sände 1292 en invasionsarmé till Java, som nådde fram året därpå. 
Samtidigt utbröt uppror mot Kertanegara på Java under ledning av hertig Jayakatwang av vasallhertigdömet Kediri (fd. kungariket Kediri) och Arya Viraraja. 1292 erövrade Jayakatwang huvudstaden Kutaraja och mördade Kertanegara. Den mördade kungens svärson, Raden Wijaya, försökte utan framgång försvara riket, som upplöstes. Han fick tillstånd att slå sig ned på en avlägsen plats på landet, som han kallade Majapahit.
I mars 1293 nådde mongolstyrkan fram till ön för att straffa Singhasaririket, utan att veta att det inte längre fanns. Raden Wijaya allierade sig med mongolerna för att anfall Jayakatwang, som mongolerna misstog för att vara kung av Singhasari. Tillsammans med mongolerna anföll Raden Wijaya Jayakatwang och avrättade honom: därefter besegrade han och drev bort mongolerna från Java, och blev därefter Majapahitrikets grundare.   

## Monarker
1. 1222-1227 : Ken Arok
2. 1227-1248 : Anusapati
3. 1248-1248 : Panji Tohjaya
4. 1248-1268 : Vishnuvardhana-Narasimhamurti
5. 1268-1292 : Kertanegara